# Matteo Civitali

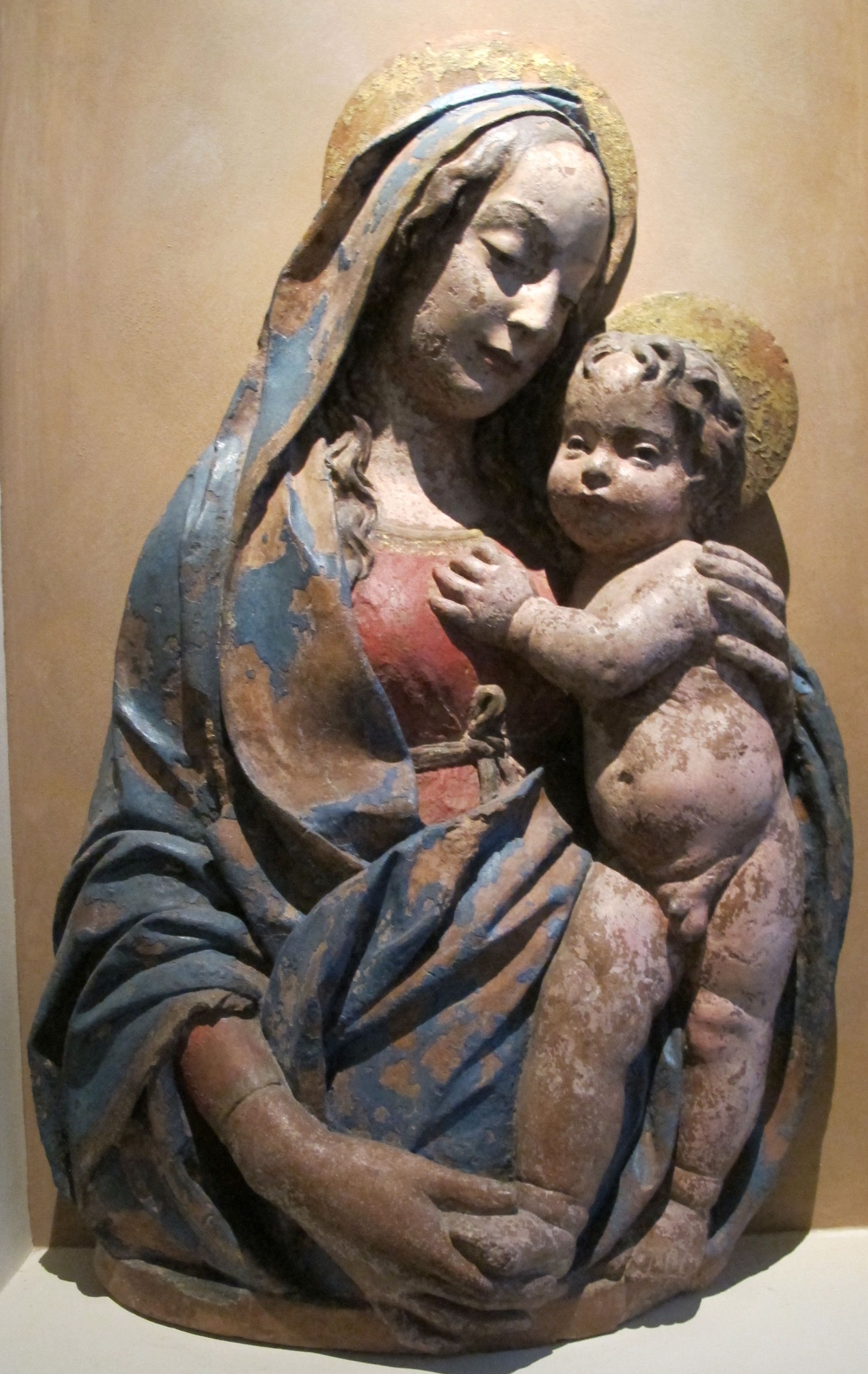
Madonna col Bambino, Museo nazionale di Villa Guinigi, Lucca

Matteo Civitali (Lucca, 1436 – Lucca, 1502) è stato uno scultore italiano del XV secolo; come molti artisti del suo tempo, fu anche architetto ed ingegnere.

## Biografia
Il nome deriva dall'essere il di lui padre, Giovanni da Civitale, friulano, proveniente da Cividale.
Matteo nacque a Lucca e si formò alla scuola fiorentina in ambiente mediceo.
Svolse anche una collaterale attività come architetto, attestata dai lavori per il tempietto del Volto Santo nel Duomo di Lucca, anche se la sua notorietà è principalmente dovuta alla scultura.
Partì dai modi di Donatello, ma rielaborandoli in maniera delicatissima, e quindi filtrò la sua arte in base ai modi di Antonio Rossellino, Mino da Fiesole, Desiderio da Settignano e Benedetto da Maiano. Quindi la sua arte derivante da influenze varie, non ultime quelle delle scuole romana e settentrionale è accuratissima, la tecnica risulta perfetta, volta a rendere un'immagine del marmo trasformato in finissimo ricamo, dotato di una soave e mistica eleganza. Inoltre la sua tendenza è di risolvere la monumentalità in un umore persino, a tratti, patetico, incantante per i giochi chiaroscurali.
Fu attivo a Pisa, a Lucca, a Sarzana; sue opere si trovano anche in San Lorenzo a Genova, nella cappella di San Giovanni Battista.

## Opere
Nel Duomo di San Martino di Lucca

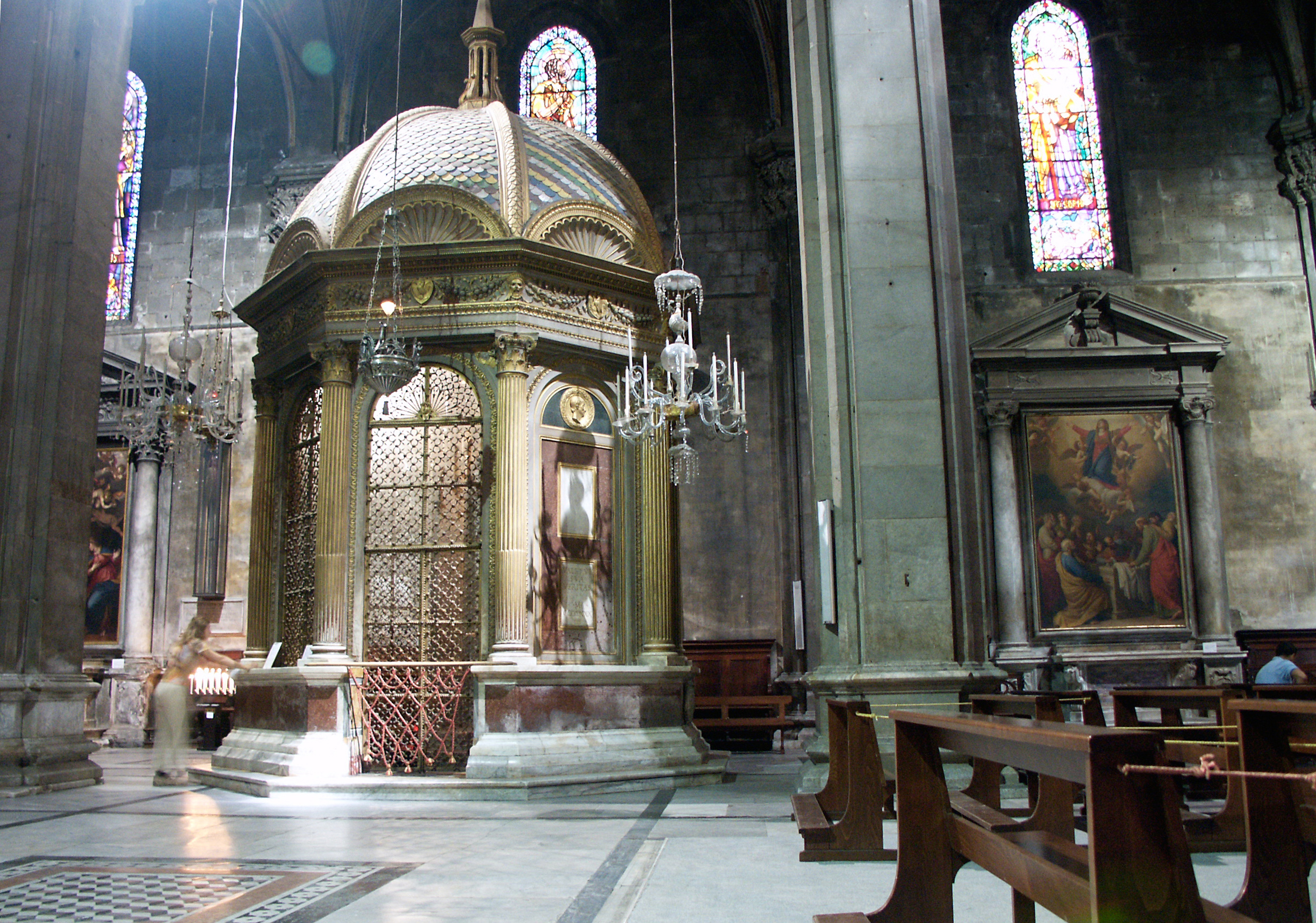
Tempietto del Volto Santo a Lucca, nel Duomo di San Martino

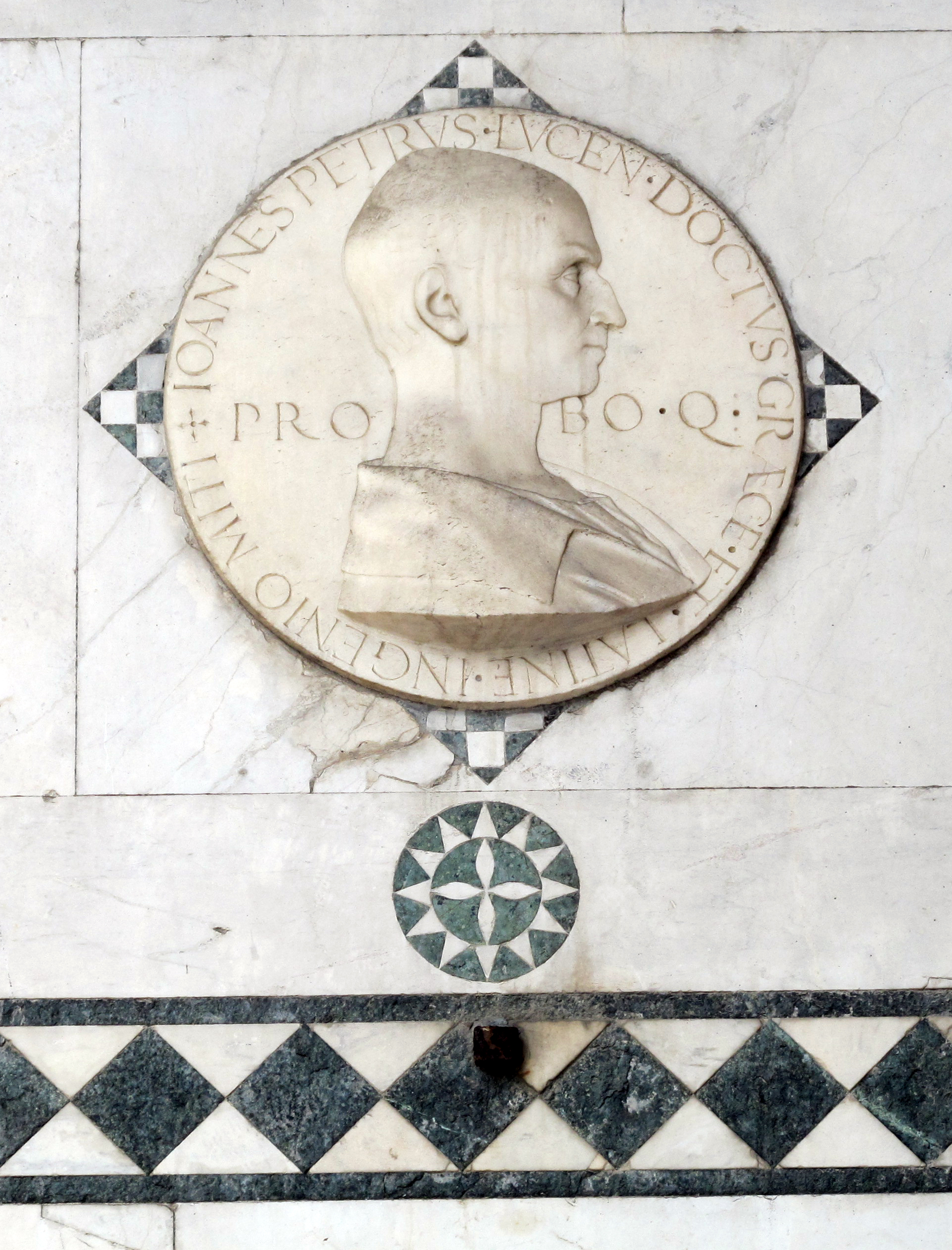
Matteo Civitali, Medaglione di Giovan Pietro d'Avenza, Duomo di Lucca.

- il tempietto per il Volto Santo di Lucca
- il Mausoleo a Pietro di Noceto
- tomba di Domenico Bertini
- l'altare di San Regolo
- il ritratto marmoreo di Giovan Pietro d'Avenza
- due angeli adoranti della Cappella del Sacramento
- medaglione che ritrae l'imperatore Galba sulla facciata

Nella chiesa della Santissima Trinità di Lucca
- Madonna che allatta il Bambino (detta anche Madonna delle Tosse perché le madri dell'epoca le chiedevano la guarigione dei bambini afflitti dalla pertosse o tosse cattiva)

Nel Duomo di San Lorenzo a Genova
- Statue per la cappella di San Giovanni Battista rappresentanti Adamo, Eva, Isaia, Abacuc, Zaccaria ed Elisabetta

Nella chiesa di Santa Maria Assunta a Benabbio (Lucca)
- Tabernacolo e ostensorio
- Madonna in trono di marmo, nel trittico di Baldassarre di Biagio

Nella Basilica di San Frediano a Lucca
- Vergine annunciata

Nel Museo d'arte sacra di Camaiore (Lucca)
- Vergine annunciata

Nella Chiesa di San Michele in Foro (Lucca)
- Madonna con Bambino

## Gli eredi di Matteo Civitali
Il figlio Nicolao (1482-1560) rimase nelle linee create dal padre, con una certa abilità tecnica, ma senza lo spirito artistico di Matteo. Fu pure lui architetto; gli sono attribuiti in Lucca Palazzo Orsetti, realizzato accorpando preesistenti case medioevali per la famiglia Diodati, e Palazzo Cenami, commissionatogli dagli Arnolfini, terminato nel 1530 e successivamente acquistato dai Cenami nel 1605.
Il nipote Matteo fu intagliatore e scultore.

## Omaggi

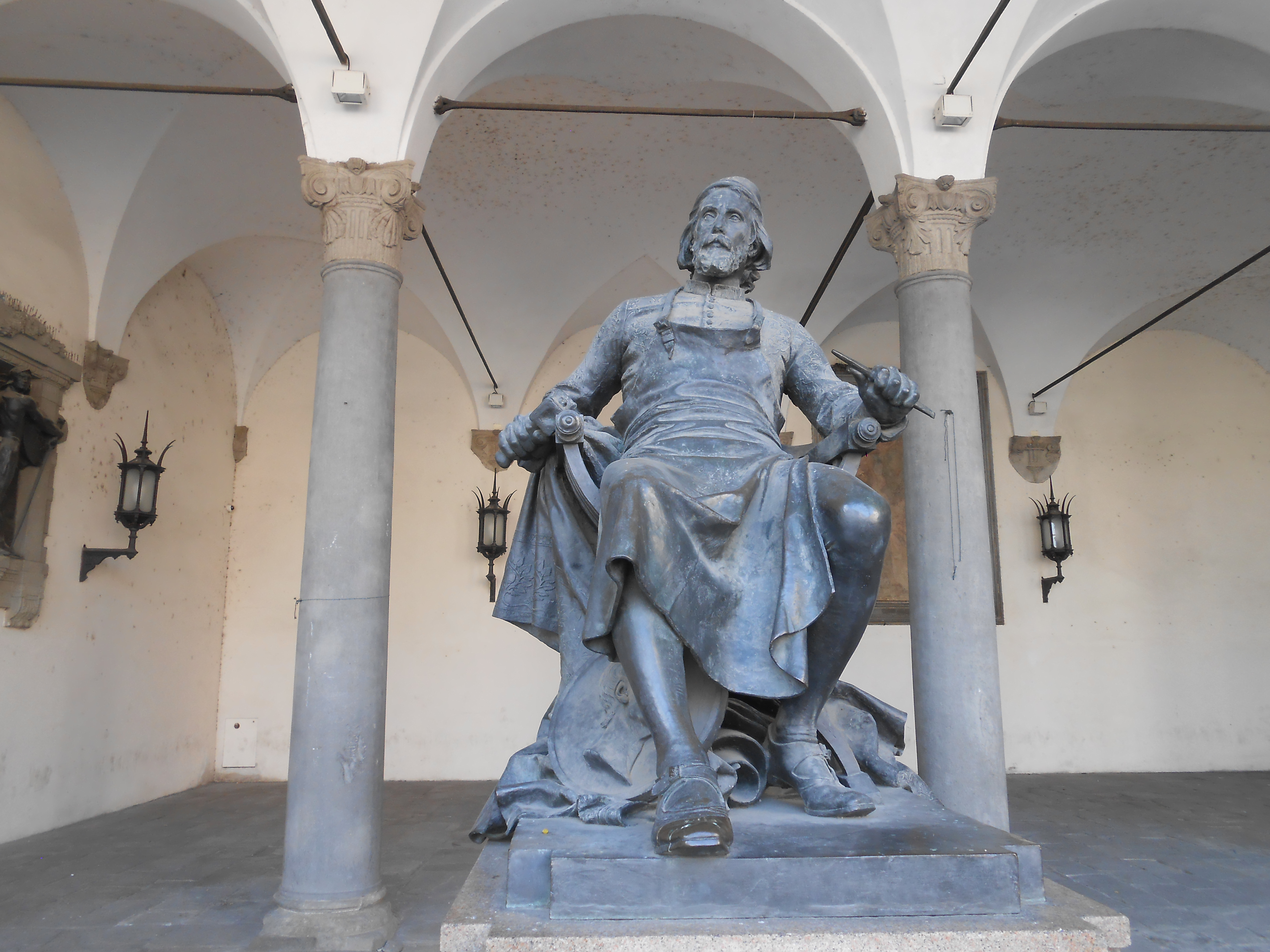
monumento a Matteo Civitali dello scultore Arnaldo Fazzi

- Lucca offre un tributo a Matteo Civitali con una statua bronzea posizionata sotto il porticato del Palazzo pretorio in Piazza San Michele.